# Erhard Jakobsen
Erhard Villiam Jakobsen (født 25. februar 1917 i Grene Sogn, Billund, død 11. marts 2002 i Bagsværd) var en dansk politiker. Han var medlem af Folketinget i over 42 år, først for Socialdemokratiet fra 1953, siden i 1973-1995 for partiet Centrum-Demokraterne, som han stiftede og var mangeårig formand for. Han var borgmester i Gladsaxe Kommune 1958-1974 og minister for økonomisk samordning i en kortere periode i 1987-1988. 

## Opvækst
Erhard Jakobsen var født i Grene Sogn ved Billund som søn af det ugifte par fodermester Hans Peter Højer og Bentine Camille Jakobsen. Han voksede op i Egtved hos sine bedsteforældre, da moderen måtte rejse væk for at tage arbejde i huset. Moren blev i 1923 gift med murersvend Knud Christian Knudsen, men først efter sin konfirmation i 1931 kom Erhard tilbage til moderen.
Han var navngivet Jakobsen med K, men ønskede selv, at hans efternavn blev stavet med C. Han blev student 1936 fra Lyngby Statsskole og cand.polit. i 1946.

## Politisk karriere

### Ungsocialdemokrat
Jakobsen startede sit politiske liv i Danmarks socialdemokratiske Ungdom (DSU), hvor han sad i hovedbestyrelsen 1938-1943. I 1943 var han medstifter af Frit Forum København, som han var formand for til 1951. Han blev valgt ind i Folketinget 1953. 

### Borgmester i Gladsaxe
Jakobsen fik ikke mange ordførerskaber i den socialdemokratiske folketingsgruppe, men stillede på opfordring af den socialdemokratiske statsminister H. C. Hansen op som borgmesterkandidat i Gladsaxe Kommune, hvor han var borgmester fra 1958 til 1974. Kommunen blev i hans borgmestertid på flere områder en foregangskommune, således hvad angår skolevæsen, idrætsanlæg og sociale institutioner, finansieret af en stigende skatteprocent.
Som indædt forkæmper for privatbilismen var han i en årrække medlem af styrelsen for FDM og blev valgt til præsident i 1971, men der viste sig hurtigt interessekonflikter med hans folketingsarbejde, og han måtte gå af efter kun 10 måneder på posten.

### Stifter af Centrum-demokraterne
Jakobsen kom i stigende grad i intern opposition i Socialdemokratiet, og da den socialdemokratiske regering i 1973 fremsatte et forslag om højere skat på parcelhuse, meldte han sig 6. november ud af partiet og stiftede dagen efter partiet Centrum-demokraterne, som bl.a. skabte sig en profil som bilejernes og parcelhusejernes fortaler. Dagen efter igen udløste Jakobsen jordskredsvalget i 1973 ved at udeblive fra afstemningen om ligningsloven 8. november 1973. Ifølge hans egen forklaring fordi han ikke havde benzin på bilen. Resultatet blev, at den socialdemokratiske regering gik af.
| Citat | Denne regering går af på et grundlag, som er fuldstændig uværdigt. Hvis man ville have fat i mig, kunne man få fat i mig. Når man siger man har ringet hjem hele formiddagen, hvorfor sender man så ikke en bil, det ta'r tolv minutter, at få fat i mig. (...) Det er jeg da ligeglad med. Når de siger at de har prøvet af ringe til mig hele dagen, hvorfor sender de så ikke en bil ud? (...) Jamen hvis det er så vigtigt; hvis regeringen ikke er mere værd, at man ikke kan sende en bil ud, all right; så er det ikke min vurdering. Man har intet gjort for at få fat i mig, det er sandheden. Det vidste de godt. Jeg sad ude i min bil hele dagen, fordi der ikke var mere benzin på bilen. (...) Jeg har siddet hjemme i mit hus hele formiddagen. På rådhuset; de kunne bare have ringet til rådhuset, så ville de have fået fat på mig. (...) Det kommer slet ikke sagen ved. Det skal bare ikke hedde sig, at jeg i ligegyldighed sidder derhjemme. Man har ikke forsøgt at få fat i mig, for så kunne man have fået det. (...) Det kommer slet ikke sagen ved, om jeg var ked af det! (...) Om jeg var?! Jeg ville have stemt ja for dette forslag uden videre. Det er slet ikke et forslag, der interesserer mig. Jeg har ikke fået besked. | Citat |
| En sur Erhard Jakobsen svarer på spørgsmål om, hvorfor han kom for sent og bragte regeringen i mindretal. 1973 | |       |

Den 7. november 1973 stiftede han partiet Centrum-Demokraterne, som han var formand for fra 1974 til 1989. I 1987-88 var han minister for økonomisk samordning i Regeringen Poul Schlüter II.
Erhard Jakobsen var medlem af Folketinget 1953-1995, i alt 42 år og 24 dage, hvilket gør ham (pr. 2021) til det femtelængst siddende folketingsmedlem gennem tiderne.

## Karakteristik
Jakobsen var kendt som en farverig og karismatisk politiker. Han var uortodoks og kontroversiel i metoderne og blev af kritikere beskyldt for populisme og opportunisme. Han optrådte i ugeblade sammen med pigegarder og indsang uden meget sangtalent singlen Dybbøl Mølle maler stadig! som svar på John Mogensens Der er noget galt i Danmark, der fortsatte i anden linje med "Dybbøl Mølle maler helt ad helvede til".
Han var paneldeltager i DRs faste program 'Spørg bare', hvor han svarede på lytterspørgsmål med bakkesangerinden Cleo, rejsekongen Simon Spies og skuespilleren John Price. Det gjorde ham landskendt og gav ham en popularitet, som han forstod at organisere imod Socialdemokratiets ledelse. Han grundlagde i oktober 1973 foreningen "Socialdemokratisk Centrum" sammen med blandt andre Arne Melchior som en reaktion på en venstredrejning af Socialdemokratiet efter formandsskiftet fra Jens Otto Krag til Anker Jørgensen efter Danmarks tilslutning til EF i 1972.
Jakobsen var medlem af Radiorådet 1974-76 og igen i perioden 1978-84. Han var med til at stifte Aktiv Lytterkomité i 1972, der i 1976 blev en egentlig lytterkomité under navnet Aktive Lyttere og Seere, som Jakobsen var formand for i de ti første år indtil 1986. Foreningen mente, at der var grupper af journalister - såkaldte røde lejesvende - der misbrugte deres stilling hos DR til at sprede egne politiske holdninger. Foreningen optog alle DR's udsendelser på bånd og klagede jævnligt til institutionen over udsendelser, som de anså for ensidigt venstreorienterede.
Jakobsen engagerede sig også i internationale spørgsmål. Han betegnede sig som europæer uden noget forbehold. Han var formand for Europabevægelsen 1964–73, medlem af Europarådet 1964–70 og siden medlem af Europaparlamentet fra 1973 til 1994, bortset fra perioden som minister 1987-88. Han var desuden kendt som en af de mest højrøstede støtter i Danmark af det sydafrikanske Apartheidstyre, som han mente var et bolværk imod kommunistisk ekspansion i Afrika.

## Privat
Erhard Jakobsen var gift med Kate Jakobsen (4. januar 1919 – 7. maj 2003), og de fik datteren Mimi Jakobsen, som senere afløste sin far på posten som Centrum-Demokraternes formand. De fik derudover døtrene Elsebet og Annelise.